# Coppa dell'Amicizia italo-spagnola 1963-1965
La Coppa dell'Amicizia italo-spagnola 1963-1965, nota anche come Trofeo Amistad, fu una competizione calcistica europea che vide confrontarsi il Real Madrid per la Spagna e la Juventus, che risultò vincitrice, per l'Italia.

## Avvenimenti
Nell'ambito della competizione per la coppa dell'Amicizia italo-spagnola furono disputate due partite: la prima, giocata a Torino nel 1963, fu vinta dal Real Madrid per 3-1; la seconda fu giocata a Madrid nel 1965 e fu vinta dal club italiano per 2-0.
Poiché si era giunti ad un pareggio 3-3, contando i gol segnati dalle due squadre, la vittoria fu assegnata ai rigori alla Juventus.

## Risultati

### Finale
| Squadra 1 | Totale          | Squadra 2   | Andata | Ritorno |
| --------- | --------------- | ----------- | ------ | ------- |
| Juventus  | 3 - 3 (5-4 dtr) | Real Madrid | 1 - 3  | 2 - 0   |

#### Andata
| Torino 8 maggio 1963 Andata                                                       | Juventus  | 1 – 3                                | Real Madrid |  |
| \| \| \| \| \| 27’ Zigoni \| Marcatori \| 22’ Di Stefano 29’ Puskas 52’ Puskas \| |           |                                      |             |  |
|                                                                                   |           |                                      |             |  |
| 27’ Zigoni                                                                        | Marcatori | 22’ Di Stefano 29’ Puskas 52’ Puskas |             |  |

#### Ritorno
| Madrid 7 novembre 1965 Ritorno                                | Real Madrid | 0 – 2                       | Juventus |  |
| \| \| \| \| \| \| Marcatori \| 10’ Traspedini 74’ Da Costa \| |             |                             |          |  |
|                                                               |             |                             |          |  |
|                                                               | Marcatori   | 10’ Traspedini 74’ Da Costa |          |  |